# San Jon
San Jon is een plaats (village) in de Amerikaanse staat New Mexico, en valt bestuurlijk gezien onder Quay County.

## Demografie
Bij de volkstelling in 2000 werd het aantal inwoners vastgesteld op 306.
In 2006 is het aantal inwoners door het United States Census Bureau geschat op 269, een daling van 37 (-12,1%).

## Geografie
Volgens het United States Census Bureau beslaat de plaats een oppervlakte van
6,8 km², geheel bestaande uit land. San Jon ligt op ongeveer 1263 m boven zeeniveau.

## Plaatsen in de nabije omgeving
De onderstaande figuur toont nabijgelegen plaatsen in een straal van 64 km rond San Jon.